# Neoctantes niger
Neoctantes niger е вид птица от семейство Thamnophilidae, единствен представител на род Neoctantes.

## Разпространение
Видът е разпространен в Бразилия, Еквадор, Колумбия и Перу.